# لو قوانتشونغ
لو بين (Luo Ben) (تقريبًا من 1330 إلى 1400)، المشهور أكثر بـ اسمه الصيني لو قوانتشونغ (بالإنجليزية: Luo Guanzhong)، كان مؤلفًا صينيًا في باكورة فترة أسرة مينج (Ming) في التاريخ الصيني. وعرف أيضًا باسم هوهاي سانرين (Huhai Sanren) ((بالصينية: 湖海散人; البينيين: Húhǎi Sǎnrén; بالترجمة الحرفية 'Leisure Man of Lakes and Seas')). نسب إلى لو تأليف روايتي رومانسية الممالك الثلاث (Romance of the Three Kingdoms) وحرر راوية حافة المياه(Water Margin)، وهما اثنتان من أعظم الروايات الكلاسيكية الأربع في الأدب الصيني.

## الهوية
من المؤكد أن لو قد عاش في أواخر أسرة يوان (Yuan) وباكر أسرة مينج حسب تسجيل الكاتب المسرحي جيا زونجمينج (Jia Zhongming) (賈仲明) الذي عاصره، وقد تقابلا عام 1364. وقال إنه من تايوان، بينما يفترض بعض مؤرخي الأدب احتمالات أخرى حول موطنه، ومن بينهما هانجتشو وجيانجنان (Jiangnan). ووفقًا لمينج فانرين (Meng Fanren) (孟繁仁)، يمكن التعرف على لو في شجرة عائلة لو، وأن تايوان هي موطنه الأصلي الأكثر احتمالاً.
وتفترض الأبحاث الحالية أن تاريخ ميلاده يتخلل الفترة ما بين 1315-1318.

## أعماله
يُعتقد أن القصص التي تتألف منها رومانسية الممالك الثلاث وحافة المياه قد طورها كثير من رواة القصص المستقلين. ومن المعتقد أن شي نايآن (Shi Naian) هو أول من جمع حافة المياه في عمل موحد، ثم أعاد لو صياغتها لاحقًا في شكلها الحالي المؤلف من 100 فصل. وعادةً ما يعتبر لو مؤلف رومانسية الممالك الثلاث كما هو معهود.
بينغياو جوهان (Pingyao Zhuan) (平妖傳) هي قصة خيالية منسوبة إلى لو تتألف من 20 فصلاً، طُورت من الأعمال الأصلية لسرد القصص تقوم أحداثها على حركة تمرد في نهاية فترة أسرة سونج (Song) الشمالية، ثم طالت القصة فيما بعد على يد فينج مينجلونج(Feng Menglong) (馮夢龍) لتتألف من 40 فصلاً. تعد كان تانج وداي شي يانجوان (Can Tang Wudai Shi Yanzhuan) (殘唐五代史演義傳) تسجيلاً لأحداث نهاية أسرة تانج (Tang) وفترة الأسر الخمس والممالك العشر، مجموعة من القصص السردية التي تقوم أحداثها على ثورة سو وين (Zhu Wen).

## قائمة المصادر
- رومانسية الممالك الثلاث
- حافة المياه (تحرير)
- بينغياو جوهان (平妖傳)
- سانسوي بينغياو جوهان (三遂平妖传)
- كان تانج وداي شي يانجوان (残唐五代史演義, "نهاية أسرة تانج وفترة الأسر الخمس")
- فينغانج لو (Fenzhuang) (粉妝樓 "بناء تجميلي")
- سوي تانج سيسوان (Tang Zhizhuan) (隋唐志傳)
- سوي تانج ليانجتشاو سيسوان (Sui Tang Liangchao Zhizhuan) (隋唐兩朝志傳، "تاريخ الأسرتين سوي وتانج)

## وصلات خارجية
- لو قوانتشونغ على موقع IMDb (الإنجليزية)
- لو قوانتشونغ على موقع الموسوعة البريطانية (الإنجليزية)
- لو قوانتشونغ على موقع قاعدة بيانات الفيلم (الإنجليزية)

- مؤلفات Luo Guanzhong في مشروع غوتنبرغ
- Andrew West, The Textual History of Sanguo Yanyi - Authorship